# Lijst van spelers van Roda JC Kerkrade
Dit is een lijst van voetballers die minimaal één officiële wedstrijd hebben gespeeld in het eerste elftal van de Nederlandse betaaldvoetbalclub Roda JC Kerkrade of Roda JC.

## A
- Amir Absalem
- Johan Adang
- Eric Addo
- Dick Advocaat
- Amin Affane
- Kemy Agustien
- Abdul Ajagun
- Roland Alberg
- Juan Alonso
- Tomer Altman
- Mohamed Amissi
- Frederic Ananou
- Yannis Anastasiou
- Pelé van Anholt
- Graham Arnold
- Raymond Atteveld
- Adil Auassar
- Donis Avdijaj
- Berthil ter Avest
- Taylan Aydoğan

## B
- Tijjani Babangida
- Beni Badibanga
- Thibo Baeten
- Danny Bakker
- Frans van Balkom
- Patrick Banggaard
- Saydou Bangura
- Ali Barak
- Rainer Barwasser
- Seydihan Başlantı
- Karel Bauling
- Leroy Been
- Mario Been
- Lucas Beerten
- Kevin Begois
- Roy Bejas
- Davy van den Berg
- Fredrik Berglund
- Mohammed El Berkani
- Crescendo van Berkel
- Davy De Beule
- Detlev Biehl
- Bart Biemans
- Teun Bijleveld
- Stanley Bish
- Hub Bisschops
- Yann Aurel Bisseck
- Sjef Blatter
- Pierre Blättler
- Tim Blättler
- Uwe Blotenberg
- Richmond Boakye
- László Bodnár
- Boldizsár Bodor
- Rody de Boer
- Jeroen Boere
- Remco Boere
- Michel Boerebach
- Henryk Bolesta
- Roly Bonevacia
- Herbert Bönnen
- Ben Bosma
- Elbekay Bouchiba
- Benjamin Bouchouari
- Pierre Bouvrie
- David Boysen
- Ernie Brandts
- Chris Brassé
- Willy Brassé
- Kees Bregman
- Michael Breij
- Michel Broeders
- Leon Broekhof
- André Broeks
- Roel Brouwers
- Harry Brüll
- Guido Budziak
- Koen Bucker
- Jordy Buijs

## C
- Jimmy Calderwood
- Roel Camps
- Giuseppe Canale
- Piero Carta
- Bram Castro
- Loek Chatrou
- Abdelmajid Chetali
- Simon Church
- Rigino Cicilia
- Jeremy Cijntje
- Sekou Cissé
- Wiel Coerver
- Jérôme Colinet
- Willy Coolen
- Antonio Cotán
- Piet Coumans
- Jeu Cox
- Hans Cremer
- Cristiano
- Jordy Croux
- Tiago Çukur
- Pierre Custers
- Simon Cziommer

## D
- Joop Dacier
- Jos Daerden
- Willy Damen
- Nikola Damjanac
- Lennerd Daneels
- Werner Deckers
- Leo Degens
- Laurent Delorge
- Gregory Delwarte
- Frank Demouge
- Dirk Jan Derksen
- Kevin Van Dessel
- Jan Deswijzen
- Matisse Didden
- Jacques Diercks
- Stan van Dijck
- Gregoor van Dijk
- Henk Dijkhuizen
- Jos Dijkstra
- Sieb Dijkstra
- Silvio Diliberto
- Célestin Djim
- Mitchell Donald
- Arno Doomernik
- Patrick Dooper
- Terrence Douglas
- Mike van Duinen
- Leslie Dunkwu
- Timothy Durwael
- Orhan Džepar

## E
- Marc Eberle
- Anton Ederveen
- Gary van Egmond
- Leo Ehlen
- Rob Ehlen
- Collin van Eijk
- Roshon van Eijma
- Gunnar Einarsson
- Xian Emmers
- Sjef Engelen
- Mario Engels
- John Eriksen
- Paul Ewe

## F
- Hicham Faik
- Erik Falkenburg
- Raimondo Fattaccio
- Davy De fauw
- Predrag Filipović
- Hens Fischer
- Fons Flapper
- Mark-Jan Fledderus
- Henk Fraser
- John Fredrix

## G
- Barry van Galen
- Martin van Geel
- Bram Geilman
- Theo van Gemert
- Piet Giesen
- Fred Gillissen
- Horst Gnielka
- Ognjen Gnjatić
- Fadel Gobitaka
- Gerrie de Goede
- Harrie Gommans
- Thijmen Goppel
- Edwin Gorter
- Jan Gösgens
- Ashton Götz
- Maurice Graef
- Marco Grassi
- Iman Griffith
- Rostyn Griffiths
- Alfons Groenendijk
- Edwin Grünholz
- Metehan Güçlü
- Marcos Gullón
- Maxime Gunst
- Simon Gustafson
- Chris Guthrie
- Edwin Gyasi
- Raymond Gyasi

## H
- Joep Haan
- Michel Haan
- Ramon van Haaren
- Leo Habets
- Anouar Hadouir
- Giel Haenen
- Loek Hamers
- Hubert Hanneman
- Gène Hanssen
- Stephan 't Hart
- Lennard Hartjes
- Dave Heckmans
- Henri Heeren
- Arjen van der Heide
- Jimmy Hempte
- Ronald Hendriks
- Servaas Henssen
- Herbert Herbst
- Danny Hesp
- Ruud Hesp
- Roy van den Heuvel
- Stephan Van der Heyden
- Joep Hilgers
- Marc Höcher
- Danny Hoekman
- Jan Hoekstra
- René Hofman
- Peter Hofstede
- Hennie Hollink
- Marco van Hoogdalem
- Eelco Horsten
- Peter Van Houdt
- Max Huiberts
- Guus Hupperts
- Rob Hutting
- Stein Huysegems
- Tom van Hyfte

## I
- Cedric Ihalauw
- Uğur İnceman
- Michalis Ioannou
- Motti Ivanir
- Tomasz Iwan

## J
- Bas Jacobs
- Brian Jacobs
- Jan Jacobs
- Sjra Jacobs
- Ron Jans
- Anco Jansen
- Koen Jansen
- Stefan Jansen
- Huub Janssen
- Jo Janssen
- Paul Janssen
- Willem Janssen
- Dico Jap Tjong
- Richard Jensen
- John de Jong
- Marcel de Jong
- Theo de Jong
- Jan Jongbloed
- Bob Jongen
- Diego Jongen
- Martin Jongen
- Guus Joppen
- Denzel Jubitana
- Mads Junker
- Tomi Jurić
- Hidde Jurjus

## K
- Tamás Kádár
- Jörg Kaessmann
- Pa-Modou Kah
- Željko Kalac
- Anouar Kali
- Arkadiusz Kaliszan
- Herbert Kalz
- Piotr Kasperski
- Mitchel Keulen
- Paweł Kieszek
- Robert Klaasen
- Ger Klein
- Harry Klein
- Hans-Josef Knauf
- Kjell Knops
- Johan de Kock
- Leo Kockelkorn
- Hans Kodrić
- Brian Koglin
- Jens Kolding
- Arouna Koné
- Rodney Kongolo
- Petteri Korkala
- Jo Körver
- Adrie Koster
- Tim Köther
- Youssef Koubali
- Walter Kousen
- Frank van Kouwen
- Laurit Krasniqi
- Sam Krawczyk
- Ron Kroon
- Arnold Kruiswijk
- Jay Kruiver
- Vladan Kujović
- Mariusz Kukiełka
- Christian Kum
- Filip Kurto

## L
- Vincent Lachambre
- Nayib Lagouireh
- Roland Lamah
- Xander Lambrix
- Piet Lamey
- Wim Langenhuizen
- Garba Lawal
- Mikołaj Lebedyński
- Ken Leemans
- Benjamin van Leer
- Terry Lees
- Henk van Leeuwen
- Ryan Leijten
- Gerard van der Lem
- Timo Letschert
- Bryan Limbombe
- Leo van der Linden
- Michael van der Linden
- Edwin Linssen
- Dailon Livramento
- John van Loen
- Mat Loo
- Roel Loop
- Florian Loshaj
- Jan Louwers
- Pierre Lücker
- Eric van der Luer
- Kees Luijckx
- Mark Luijpers

## M
- Issam El Maach
- Mohamed El Makrini
- Sanharib Malki
- Mohamed Mallahi
- Mark De Man
- Cliff Mardulier
- Eugène Marijnissen
- Ton Marijt
- Nathan Markelo
- Nick Marsman
- Jan-Pieter Martens
- Josef Martinelli
- Stefano Marzo
- Donovan Maury
- Florian Mayer
- Jean Meens
- Marcel Meeuwis
- Henny Meijer
- Wim Meijers
- Noud van Melis
- Ali Messaoud
- Rihairo Meulens
- John Meuser
- Alain Van Mieghem
- Jo van der Mierden
- Martin Milec
- Livio Milts
- Nenad Mišković
- Nestoras Mitidis
- Michel Mommertz
- Sjef Mommertz
- Martijn Monteyne
- Ratislav Mores
- Aziz Moutawakil
- Jamie Yayi Mpie
- Karel Muyres
- Joey Müller
- Pascal Müller
- Dehninio Muringen
- Tom Muyters
- Milo Muytjens

## N
- Dick Nanninga
- David Nascimento
- Tsiy William Ndenge
- Jan Nederburgh
- Krisztián Németh
- Maecky Ngombo
- Moritz Nicolas
- Allan Nielsen
- Frits Nöllgen
- Farshad Noor
- Radomir Novaković
- Marc Nygaard

## O
- Arie Obdam
- Theo Offermans
- Wilson Ajah Ogechukwu
- André Ooijer
- Andres Oper
- Sami Ouaissa
- Thomas Oude Kotte
- Samir Ouindi
- Walid Ould-Chikh
- Charlie van den Ouweland

## P
- Thanasis Papazoglou
- Mitchel Paulissen
- Thomas Paumen
- Ted van de Pavert
- Bob Peeters
- Enrique Peña Zauner
- Ard van Peppen
- Danilo Pereira
- Mike Petersen
- Kristoffer Peterson
- John Pfeiffer
- Patrick Pflücke
- Paul Philippens
- Sjef Pinckers
- Johan Plat
- Melvin Plet
- Wiljan Pluim
- Rick Plum
- Rydell Poepon
- Sergei Pogodin
- Roger Polman
- Jan Poortvliet
- Faton Popova
- Romano Postema
- Marvin Pourié
- Berry Powel
- Ivan Prtajin
- Mateusz Prus
- Harry Putz

## R
- Calvin Raatsie
- Roger Raeven
- Frank Ramakers
- Paolo Ramora
- Guy Ramos
- Adil Ramzi
- Simeon Raykov
- Khaled Razak
- Iwan Redan
- Boyd Reith
- Mart Remans
- Chris Riemens
- Dré Rijnders
- Rob Rijnink
- Richard Roelofsen
- Dave Roemgens
- Frans Roemgens
- Bernd Romero
- Olaf Rompelberg
- Bas Roorda
- Henk van Rooij
- Romario Rösch
- Nils Röseler
- Jeffrey Rosenau
- Mikhail Rosheuvel
- Youri Roulaux
- Humphrey Rudge
- Nathan Rutjes
- Frans Rutten

## S
- Jan-Paul Saeijs
- Manuel Sánchez Torres
- Gibril Sankoh
- Miguel Santos
- Stefan Savić
- Jan Schaekens
- Hein Schaffrath
- Dani Schahin
- Marcel Schenk
- Anton Scheutjens
- Pepijn Schlösser
- Maximilian Schmid
- Jos Schmeitz
- Rainer Schönwälder
- Robin Schoonbrood
- Maarten Schops
- Wesley Schors
- Danny Schreurs
- Denis Schütte
- Jesse Schuurman
- Joshua Schwirten
- Adnan Šećerović
- Cain Seedorf
- Patriot Sejdiu
- Václav Sejk
- Ger Senden
- Wil Senden
- Sergio
- Fabian Serrarens
- Vasil Shkurti
- Gerald Sibon
- Bas Sibum
- Phil Sieben
- Daniel De Silva
- Ba-Muaka Simakala
- Morten Skoubo
- Huub Smeets
- Raymond Smeets
- Wiel Smeets
- Willy Smeets
- Jos Smits
- Tom Soetaers
- Youssef Sofiane
- Jens van Son
- Fatih Sonkaya
- Edrissa Sonko
- Nicky Souren
- Dennis Souza
- Wesley Spieringhs
- Hans Spillmann
- Fabio Sposito
- Broer Spronck
- Frans Stalman
- Aleksandar Stankov
- Frans Starremans
- Danny Stassar
- Jurgen Streppel
- Piet Strolenberg
- Hein Strouken
- Jo Strüver
- Arnaud Sutchuin-Djoum
- Wilbert Suvrijn
- Sebastian Svärd
- Arjan Swinkels

## T
- Jamil Takidine
- Abel Tamata
- Bernard Tchoutang
- Willy Thoen
- Brian Thong
- Cheick Tioté
- Igor Tomašić
- Johan Toonstra
- Gábor Torma
- Dieter Van Tornhout
- Justin Treichel
- René Trost
- Grigoris Tsinos
- Emiel Tubee
- Hans van Tussenbroek
- Przemysław Tytoń

## U
- Iké Ugbo
- Albert Ummels
- Yani Urdinov

## V
- Joos Valgaeren
- Jorn Vancamp
- Zalán Vancsa
- Jamaïque Vandamme
- Sven Vandenbroeck
- Erwin Vanderbroeck
- Jannes Vansteenkiste
- Tim Väyrynen
- Keziah Veendorp
- Gyliano van Velzen
- Peter van de Ven
- Dylan Vente
- Bram Verbist
- Bryan Verboom
- Niels Verburgh
- Jan Vercammen
- Bert Verhagen
- Pierre Vermeulen
- Rini Verwest
- Ivan Vicelich
- Jimmy Vijgen
- Alexander Voigt
- Ruud Vormer
- Niek Vossebelt
- Regilio Vrede
- Hein Vroomen
- Wim Vrösch
- Jagoš Vuković
- Edwin Vurens

## W
- Peter van der Waart
- Leon Wassenberg
- Ronald Waterreus
- Nuelson Wau
- Harm Weber
- Jef Weijers
- Daryl Werker
- Rob Wielaert
- Jesse Wijnen
- Tiemen Wijnen
- Piet Wildschut
- Bert Willems
- Jacques Wings
- Yves De Winter
- Peter de Wit
- Henk Witjes
- Kris De Wree

## Y
- Ali Yasar
- Jamie Yayi Mpie
- Jeanvion Yulu-Matondo

## Z
- Dave Zafarin
- Sten Ziegler
- Georgi Zjoekov
- Daniele Zotti
- Hans Zuidersma